# Wojciech Dyngosz
Wojciech Dyngosz (ur. 11 kwietnia 1971) w Kwidzynie – polski śpiewak operowy (baryton) i wykładowca akademicki.

## Życiorys
Absolwent Wydziału Wokalno-Aktorskiego Akademii Muzycznej w Bydgoszczy (dyplom z wyróżnieniem w 1996). Doktor habilitowany, pracownik Akademii Muzycznej w Bydgoszczy. Od 1997 występuje w Operze Nova w Bydgoszczy (etat od 2002). Współpracował m.in. z Filharmonią Pomorską w Bydgoszczy, Operą Dolnośląską we Wrocławiu i Operą Śląską w Bytomiu. Wyróżniony na Konkursie Wokalnym w Dusznikach-Zdroju (1994, kategoria operowa) oraz Konkursie im. Ady Sari w Nowym Sączu (1995). Wykonywał partie wokalne na płycie Requiem dla chwil minionych Jarosława Pijarowskiego i Józefa Skrzeka (premiera w 2015). Przewodniczący Jury III Ogólnopolskiego Festiwalu Wokalnego im. Feliksa Nowowiejskiego w Olsztynie w 2018.

## Dyskografia (partie wokalne)
- 2015  - Requiem dla chwil minionych - płyta Jarosława Pijarowskiego i Józefa Skrzeka, (Brain Active Records),
- 2018 - "Fortepian Noskowskiego" part 2, (pieśni Zygmunta Noskowskiego śpiewają W. Dyngosz oraz Monika Litwin - Dyngosz), (Pracownia Dziedzictwa Kulturowego Miejskiego Centrum Kultury w Bydgoszczy)
- 2019 - Living After Life - płyta Teatru Tworzenia, (Brain Active Records)
- 2020 - Pandemonicon - płyta Teatru Tworzenia, (Brain Active Records)
- 2024 - lamentation for civilization (you choose which one...) (pełna nazwa - „Forbidden Archaeology (Opus 2,2) – lamentation for civilization (you choose which one...)”) - płyta Teatru Tworzenia, (Brain Active Records & Nora Music)